# Metapenaeopsis hobbsi
Metapenaeopsis hobbsi är en kräftdjursart som beskrevs av Pérez Farfante 1971. Metapenaeopsis hobbsi ingår i släktet Metapenaeopsis och familjen Penaeidae. Inga underarter finns listade i Catalogue of Life.